# Neochauliodes obscurus
Neochauliodes obscurus är en insektsart som beskrevs av Van der Weele 1909. Neochauliodes obscurus ingår i släktet Neochauliodes och familjen Corydalidae. Inga underarter finns listade i Catalogue of Life.